# Alberto Teisaire
Alberto Teisaire (Mendoza, 20 maggio 1891 – Buenos Aires, 12 settembre 1963) è stato un militare e politico argentino.

## Biografia
S'iscrisse all'Accademia navale argentina nel 1908 e, dopo aver terminato gli studi nel 1912, fu ammesso all'United States Naval Academy. Durante la prima guerra mondiale, fu nominato ufficiale di sommergibile nella Marina degli Stati Uniti. Tornato in Argentina, fu nominato comandante della nave ammiraglia della Marina, la storica fregata Sarmiento.
Teisaire insegnò in seguito all'Accademia navale argentina e ricoprì numerosi incarichi politici in quel servizio, tra cui quelli nel Dipartimento delle requisizioni navali, nelle delegazioni navali argentine negli Stati Uniti e in Europa, come capo della flotta fluviale della Marina (1938) e come direttore aggiunto dell'importante Scuola di meccanica della Marina, nel 1940, dove si specializzò nell'insegnamento della navigazione e dell'idrologia.
Un vuoto di potere, causato dalla sostituzione del Presidente Pedro Pablo Ramírez con un altro generale (Edelmiro Farrell), portò alla nomina di Teisaire a Segretario della Marina il 29 febbraio 1944. Divenne un alleato affidabile del nuovo Ministro della Guerra e del Lavoro, il colonnello Juan Domingo Perón, il cui sostegno al lavoro organizzato e alla sua piattaforma aveva provocato crescenti rivalità all'interno del regime militare. Teisaire divenne l'alleato più importante di Perón nel governo quando, a luglio, fu nominato Ministro degli Interni (all'epoca, sovrintendeva alle forze dell'ordine). Si congedò dalla Marina con il grado di contrammiraglio nel 1945 per ottenere un seggio al Senato argentino, in vista delle elezioni generali del febbraio 1946.
Eletto senatore con il Partito Laburista di Perón, per la città di Buenos Aires, un distretto normalmente orientato verso la principale opposizione di Perón, l'UCR. Tuttavia, non godette del sostegno dell'influente First Lady del Presidente, Eva Perón.
Fu nominato Presidente provvisorio del Senato nel 1947 e fu rieletto senatore nel 1951. Fu eletto nell'Assemblea Costituzionale del 1949, che redasse una riforma della Costituzione argentina del 1853 (poi ripristinata nel 1957). Nel 1952 fu nominato capo del Consiglio Superiore del Partito Peronista, diventando così di fatto il terzo membro più potente dell'amministrazione (dopo il Ministro degli Interni Ángel Borlenghi e lo stesso Perón). 
Le elezioni dell'aprile 1954, che determinarono una schiacciante maggioranza dei peronisti al Congresso, portarono Teisaire alla carica di vicepresidente della Repubblica Argentina. In seguito a questo successo, Perón iniziò a rinunciare alle sue relazioni fino ad allora calorose con la Chiesa cattolica, mettendo al bando alcune organizzazioni e periodici di quest'ultima e con la legalizzazione senza precedenti, il 22 dicembre, del divorzio e della prostituzione. Il Vicepresidente appoggiò queste mosse, sostenendo che la maggioranza cattolica argentina era per lo più non praticante e, per estensione, probabilmente favorevole all'iniziativa di Perón di limitarne l'influenza. L'errore di calcolo del presidente si rivelò tuttavia fatale. La disputa danneggiò l'influenza di Teisaire tra i comandanti della Marina, in gran parte cattolici e conservatori e presto incrinò la lealtà dei militari nei confronti dell'amministrazione stessa. Una serie di violenti scontri di fazioni militari avverse, da giugno a settembre 1955, si concluse con le dimissioni e l'esilio di Perón il 19 settembre.
Teisaire fu costretto a dimettersi il 23 settembre 1955, dopo di che fu costretto a leggere una confessione di 7 pagine sui presunti abusi del "dittatore fuggitivo". Questa sorta di confessione fu trasformata in un film di propaganda di 12 minuti dai golpisti della Rivoluzione Liberatrice, che ordinò di proiettare il filmato in tutte le sale cinematografiche. Le sue dichiarazioni forzate del 1956 rimasero controverse, percepite come un tradimento da molti peronisti anche dopo la sua morte.
Negli anni seguenti mantenne un profilo basso, morendo per cause naturali all'età di 72 anni.